# 全北特別自治道

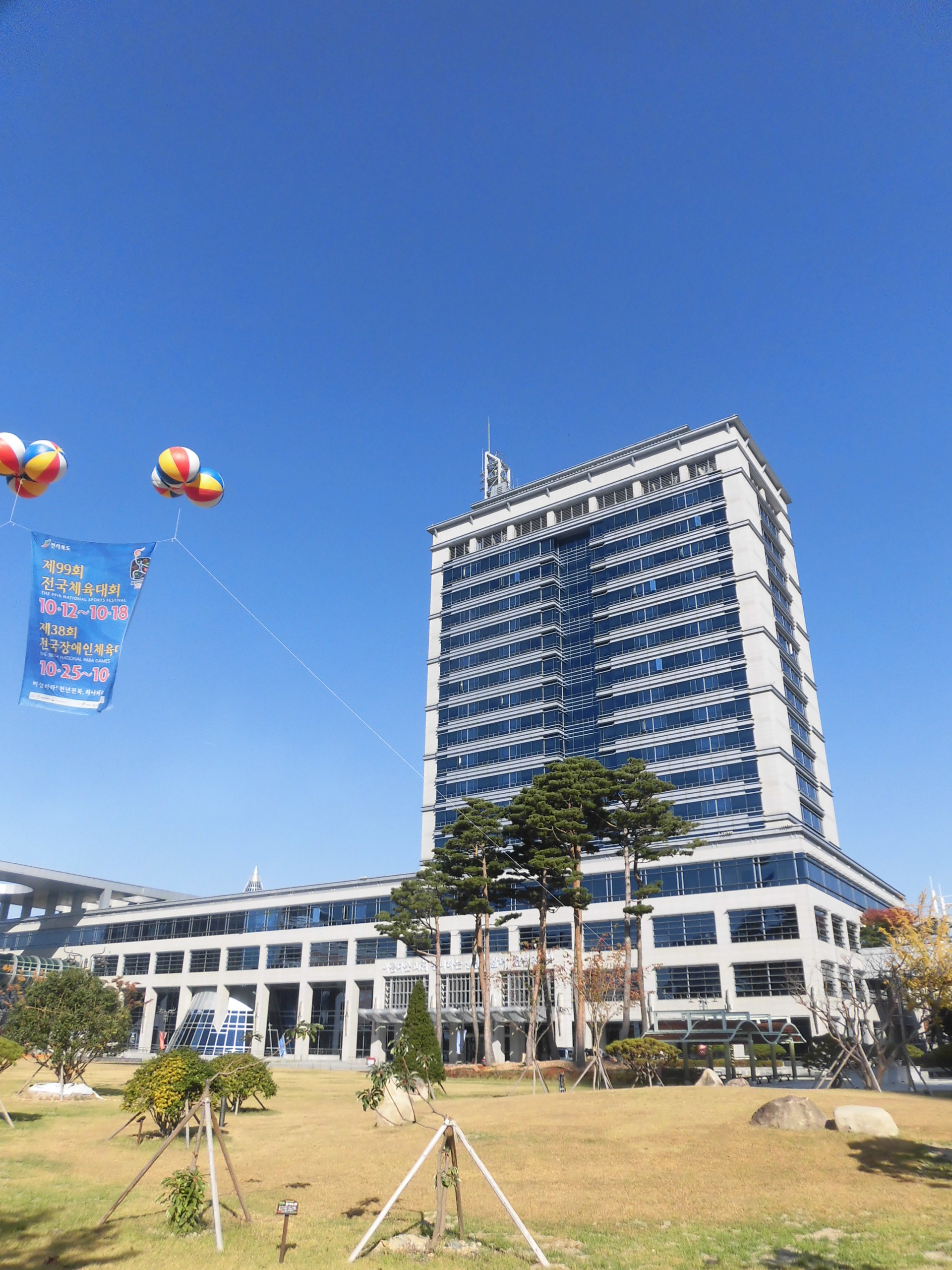
全北特別自治道庁

全北特別自治道（チョンブクとくべつじちどう、韓: 전북특별자치도）は、朝鮮半島南西部に位置する大韓民国（韓国）の道。
1896年、勅令第36号で朝鮮八道における全羅道の北半分を全羅北道と定めた。その後韓国の行政区画となり、2024年1月18日に全北特別自治道に改編され現在に至る。道庁所在地は全州市。

## 概説
西を黄海に面し、北を忠清南道と忠清北道、南を全羅南道、東を慶尚北道と慶尚南道に接する。東部には高原が広がり西部は平野である。平野には4本の河川（蟾津江、万頃江、東津江、錦江）が流れる。
西海岸の高敞郡、扶安郡、金堤市、群山市一帯には広大な干潟や火山、島嶼（古群山群島など）があり、2023年にユネスコ世界ジオパークに指定される。特に扶安郡から金堤市を経て群山市に至る海岸一帯には、東津江や錦江の運んできた土砂が形成した広大な干潟・セマングムがある。1986年に大規模干拓が計画され、2006年には長大な防潮堤が完成し外海と遮断され陸地化が進んでいる。これによりシンガポール島の3分の2に匹敵し従来の全羅北道の面積の5%にもおよぶ400km²の干拓地が誕生するが、その用途は未定な部分が多く、環境保護団体などには生態系に与える打撃の規模が大きいことから干拓に対する強い反対もある。
西部の湖南平野は韓国有数の穀倉地帯の一つである。コメ以外の主な生産物は綿花、大麦、麻、カジノキ。カジノキは「韓紙」に加工され、障子などに使われる。東部においては牧畜が盛んに営まれる。
1970年代に大田広域市とを結ぶ湖南高速道路が建設され、京釜高速道路を経由してソウル特別市と結ばれるようになった。これに伴い裡里市（現：益山市）や港町である群山市、そして全羅北道の中心地である全州市から成る工業地帯が形成された。
「全北特別自治道設置特別法」により全羅北道が2024年1月18日に全北特別自治道となったが、管轄下の各市・郡は基礎自治団体の地位を維持している。

### 気候
1月の平均気温：
群山（−0.4℃）　南原（−1.6℃）　扶安（−0.9℃）　井邑（−0.7℃）
8月の平均気温：
群山（25.7℃）　南原（25.4℃）　扶安（25.4℃）　井邑（25.8℃）

## 行政
- 全北特別自治道知事（元全羅北道知事）：宋河珍（송하진、2014年7月1日～現在）第34代（民選6期）・第35代（民選7期）
  - 第33代（民選5期）：金完柱（김완주、2010年7月1日～2014年6月30日）
  - 第32代（民選4期）：金完柱（김완주、2006年7月1日～2010年6月30日）
  - 第31代（民選3期）：姜賢旭（강현욱、2002年7月1日～2006年6月30日）
  - 第30代（民選2期）：柳鍾根（유종근、1998年7月1日～2002年6月30日）
  - 第29代（民選1期）：柳鍾根（유종근、1995年7月1日～1998年6月30日）

- 道議会：38議席（地域区34＋比例代表4）地域区は小選挙区制。全北特別自治道に改称した際の議長は鞠朱栄恩（朝鮮語版）[6]。

|             |            | 合計 | 党派別内訳 | 党派別内訳 | 党派別内訳 | 党派別内訳 |
| 共に 民主党 | 正義党     | 合計 | 民主平和党 | 無所属     |            |            |
| 合計議席数  | 合計議席数 | 39   | 36         | 1          | 1          | 1          |
| ----------- | ---------- | ---- | ---------- | ---------- | ---------- | ---------- |
| 選挙別内訳  | 地域区     | 35   | 34         | 0          | 0          | 1          |
| 選挙別内訳  | 比例代表   | 4    | 2          | 1          | 1          | -          |
出典：“全北特別自治道議会ホームページ”。2019年2月8日閲覧。

## 全北特別自治道の自治体

### 市部
1. 全州市
  - 完山区（全北特別自治道庁所在地）
  - 徳津区
2. 群山市
3. 益山市
4. 井邑市
5. 南原市
6. 金堤市

### 郡部
1. 完州郡
2. 鎮安郡
3. 茂朱郡
4. 長水郡
5. 任実郡
6. 淳昌郡
7. 高敞郡
8. 扶安郡

## 文化

### スポーツ
全州ワールドカップ競技場で2002 FIFAワールドカップの試合が行われた。サッカーの全北現代モータースが縁故地（ホームタウン）としており、全州市および完州郡で活動している。
また、2025年2月28日にはソウル特別市を退けて2036年夏季オリンピックの韓国候補地に選出された。

## 出身著名人
- 全琫準
- 崔永宜
- ソン・デグァン
- 丁世均
- 韓悳洙
- 鄭東泳
- イ・ミヌ（神話（SHINHWA））
- キム・ソンギュ（INFINITE）
- オ・スンファン
- ディノ（SEVENTEEN）
- ファン・イェジ（ITZY）
- ニュー (THE BOYZ)
- フィイン ( MAMAMOO )
- ファサ  ( MAMAMOO )
- ジェミン（NCT）